# Jan Faltejsek
Jan Faltejsek (* 1. března 1983, Kladruby nad Labem) je český překážkový žokej.

## Profesionální dráha
Po vyučení v kladrubském hřebčíně nastoupil do stáje Wrbna Racing k trenéru Čestmíru Olehlovi, pro nějž zaznamenal nejvíce startů. Po několika letech odešel do Anglie, kde působil jako pracovní jezdec ve stáji trenéra George Charltona. Poté se vydal do Francie - zde byl žokejskou trojkou ve stáji nejúspěšnějšího francouzského překážkového trenéra Guillauma Macaira. V současnosti je pracovním jezdcem ve stáji trenérky Pavlíny Baštové v Osvinově na Karlovarsku, kde také žije, a zároveň žokejskou jedničkou stáje Dr. Charvát (trenér Pavel Tůma). K jeho úspěchům se řadí vítězství na zahraničních dostizích v Anglii (Cheltenham, Liverpool, Newcastle, Kelso, Aintree, Carlisle, Ayr), Itálii (Merano, Milán, Řím, Treviso, Pisa, Grosseto), Francii (Auteuil, Štrasburk, Fontainebleau, Angers, Wissembourg, Compiegne), Německu (Hamburk, Mannheim, Bad Harzburg), Švédsku (Strömsholm), Rakousku (Freudenau), Polsku (Varšava) nebo Slovensku (Bratislava). S koněm Orphee des Blins vyhrál nejtěžší dostih kontinentální Evropy – Velkou pardubickou – v letech 2012, 2013 a 2014. O dva roky později (2016) triumfoval ve stejném závodě s koněm Charme Look. Dne 14. října 2018 v sedle sedmiletého hnědáka s francouzským rodokmenem Tzigane du Berlais opět triumfoval ve 128. ročníku Velké pardubické a získal tak svůj pátý titul v tomto dostihu.
Jeho otec Jan Faltejsek st. je veterinář a trenér dostihových koní.

## Významná vítězství
V závorkách jsou uvedena jména koní.

### Česko
Dostihy I. kategorie
- Velká pardubická steeplechase 2012, 2013, 2014 (Orphee des Blins), 2016 (Charme Look), 2018 (Tzigane du Berlais), 2023 (Sacamiro), 2024 (Godfrey)
- Cena Labe 2010 (Wavelight Laser)
- Cena Vltavy 2007 (Baggio), 2012 (Sheron)
- Memoriál Laty Brandisové 2008 (Color Man)
- Cena České asociace steeplechase 2008 (Ignacio), 2015 (Marmiton), 2016 (Napastnik)
- Křišťálový pohár 2018 (Anaking), 2019 (Cheminée)
- Stříbrná trofej 2019 (Anaking)
- Zlatý pohár 2005 (Kolorado), 2019 (Northerly Wind), 2020 (Anaking)
- Zlatá spona tříletých 2017 (Arkalon), 2020 (Roncal)
- I. kvalifikace na Velkou Pardubickou 2015 (Universe of Gracie)
- II. kvalifikace na Velkou Pardubickou 2008 (Moning Let), 2013 (Trezor)
- III. kvalifikace na Velkou Pardubickou 2004 (Hastaven), 2005 (Red Dancer), 2006 (Hastaven), 2017 (Charme Look)
- IV. kvalifikace na Velkou Pardubickou 2010 (Valldemoso), 2014 (Orphee des Blins)
- Červnová cross country Válečníka 2013 (Orphee des Blins)
- Velká slušovická steeplechase 2019 (Larizano)
- Velká mostecká steeplechase 2008 (Babie Lato), 2018, 2019 (Peintre Elusif)

Překážkový šampionát 2020

### Spojené království
- Cleeve Hurdle 2014 (Knockara Beau) - graded 2
- Premier Kelso Hurdle Race 2007 (Bywell Beau), 2009 (Knockara Beau) - graded 2
- Morebattle Hurdle 2008 (Bywell Beau) - handicap

### Itálie
- graded 1
  - Gran Premio Merano 2017 (Al Bustan)
  - Grande Steeplechase di Milano 2020 (Northerly Wind)
  - Grande Steeplechase d'Europa 2015 (Kamelie), 2018 (Al Bustan), 2019, 2020 (Notti Magiche)
  - Gran Corsa Siepi d'Italia 2019 (Stuke)
  - Gran Corsa Siepi di Merano 2006 (Mega Hit), 2014 (Brog Deas)
  - Gran Corsa Siepi di Milano 2014 (Brog Deas)
  - Gran Criterium d'Autunno 2016 (Santo Cerro), 2019 (Night Moon), 2020 (Lemhi Pass)
- graded 2
  - Criterium di Primavera 2011 (Josephjuliusjodie), 2018 (Stuke), 2019 (Edidindo)
  - Criterium d'Inverno 2017 (Santo Cerro), 2020 (First Of All)
  - Premio Steeple-chases d'Italia 2007 (Sharstar), 2020 (First Of All)
  - Premio Giulio Berlingieri 2006 (Diktys), 2007 (Sharstar), 2014 (Marmiton), 2017 (Arkalon), 2020 (Roncal)
  - Premio Ezio Vanoni 2018 (Santo Cerro), 2020 (First Of All)
  - Premio Mario Argenton 2007 (Aspirant)
  - Corsa Siepi dei 4 Anni 2018 - Milán (Arkalon), Merano (Stuke)
- graded 3
  - Grande Steeplechase di Roma 2019 (Broughton)
  - Gran Corsa Siepi di Pisa 2021 (Dominique)
  - Memorial Massimo Caimi 2019 (Northerly Wind)
  - Premio Piero e Franco Richard 2020 (First Of All)
  - Corsa Siepi di Treviso 2009 (Makalde), 2020 (Cheminée)

2. místo - překážkový šampionát 2020

### Francie
- Prix du Perray 2014 (Kamelie)
- Prix Leopold Bara 2019 (Cheminée)
- Prix Grandak 2013 (Scorpio Imperator)
- Prix de la Cepiere 2014 (Anatol)
- Prix Andre Valat 2013 (Petit Bob)

8. místo - překážkový šampionát 2013

### Německo
- German Grand National 2019 (Serienlohn) - listed
- Badenia-Jagdrennen 2018 (Northerly Wind) - listed
- Seejagdrennen 2018 (Peintre Elusif), 2019 (Serienlohn)

Překážkový šampionát 2018

### Švédsko
- Svenskt Grand National 2019 (Serienlohn)
- Svenskt Champion Hurdle 2019 (Leierspielerin)

### Slovensko
- Velká cena Bratislavy 2004 (Big Six)
- Jarná cena Petržalky 2004 (Masini), 2006 (Arctony), 2009 (Masini)
- Velká starohájská steeplechase 2004 (Big Six)

Překážkový šampionát 2004